# Bonghwasan (métro de Séoul)
Cet article concerne la station du métro de Séoul. Pour la montagne, voir Bonghwasan.
Bonghwasan (en coréen : 한국어) est une station de la ligne 6 du métro de Séoul. Elle est située dans l'arrondissement de Jungnang-gu, à Séoul en Corée du Sud.

## Services aux voyageurs

### Desserte

Installations
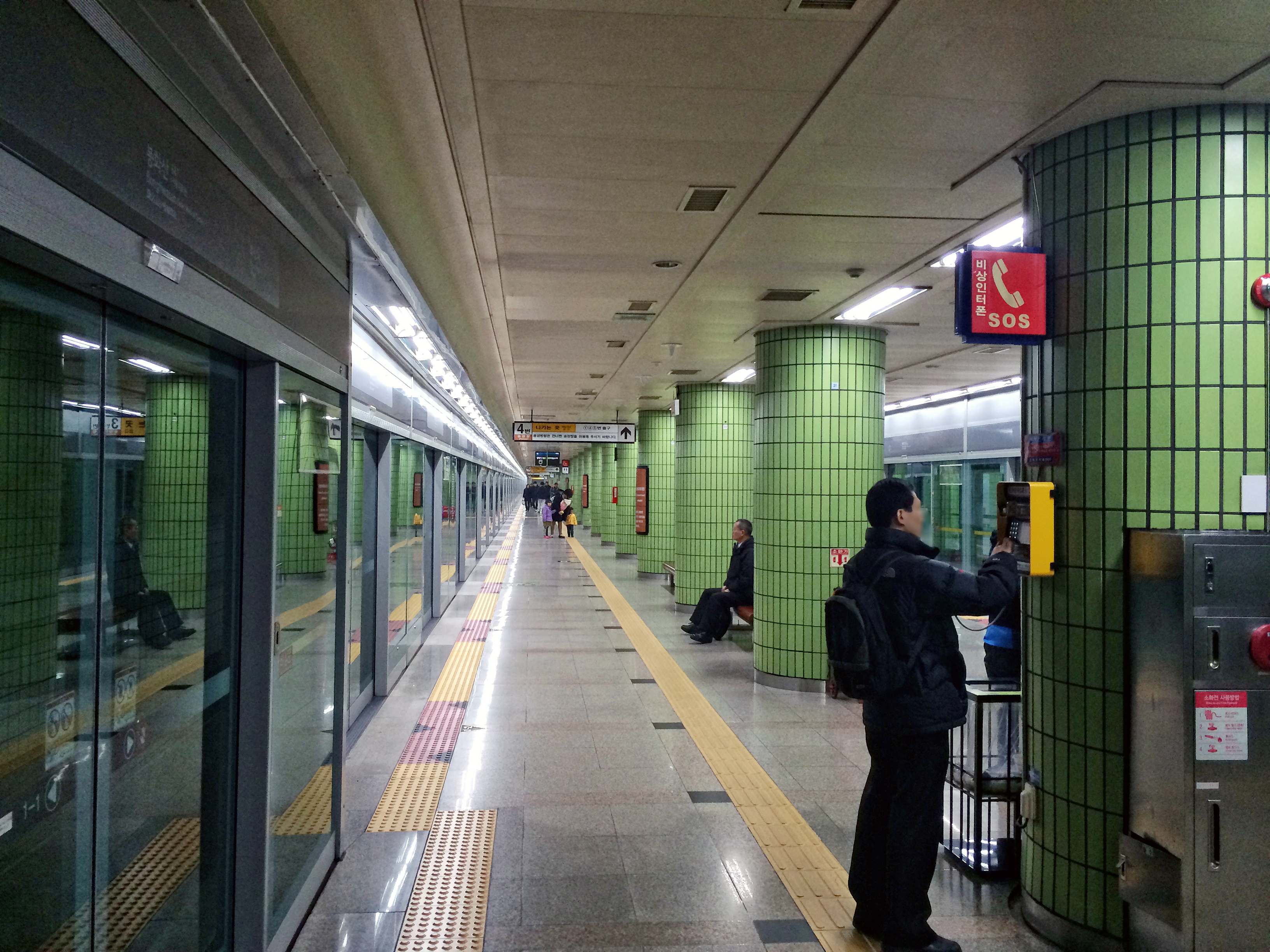
En 2014.
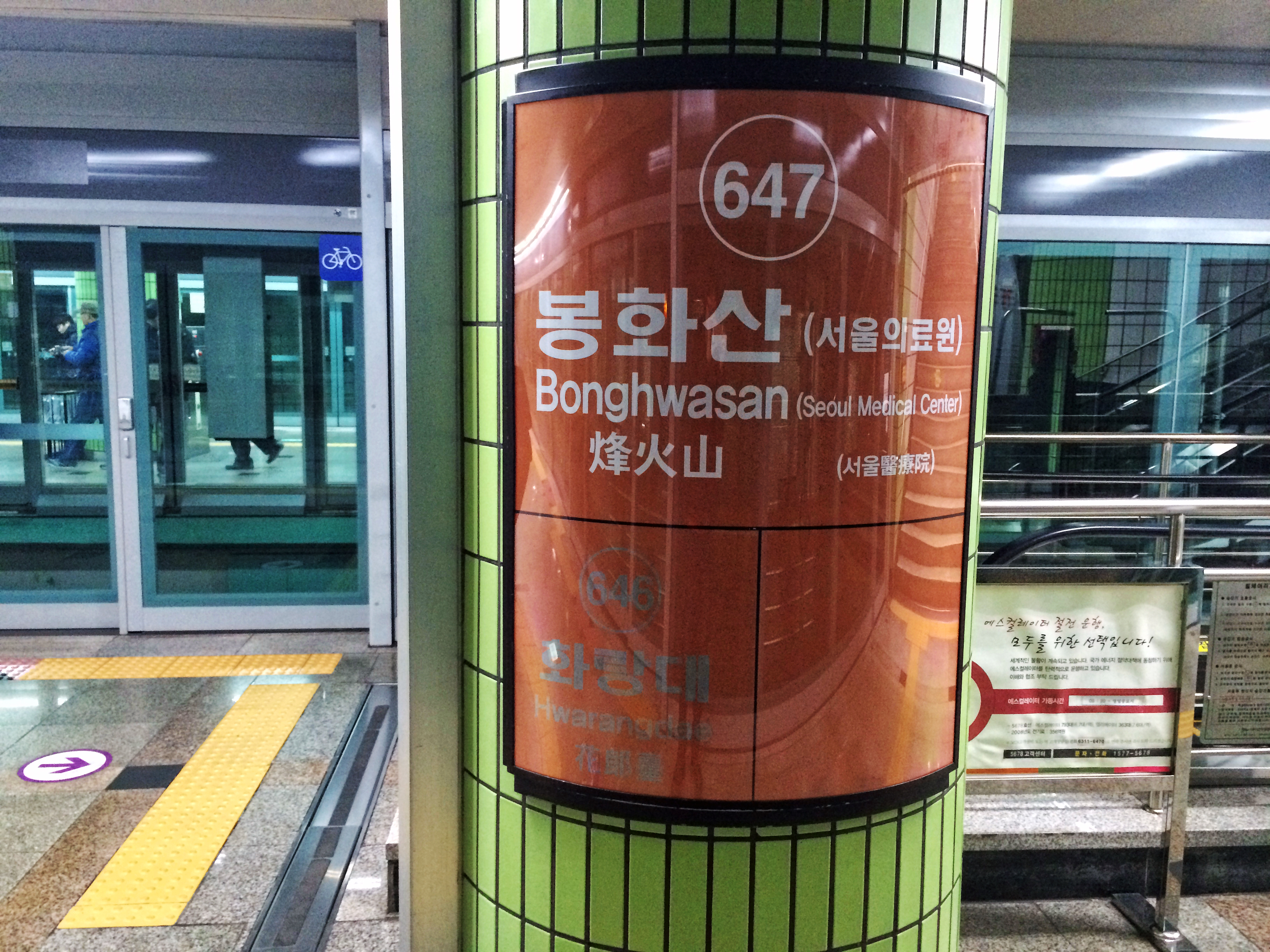
En 2014.
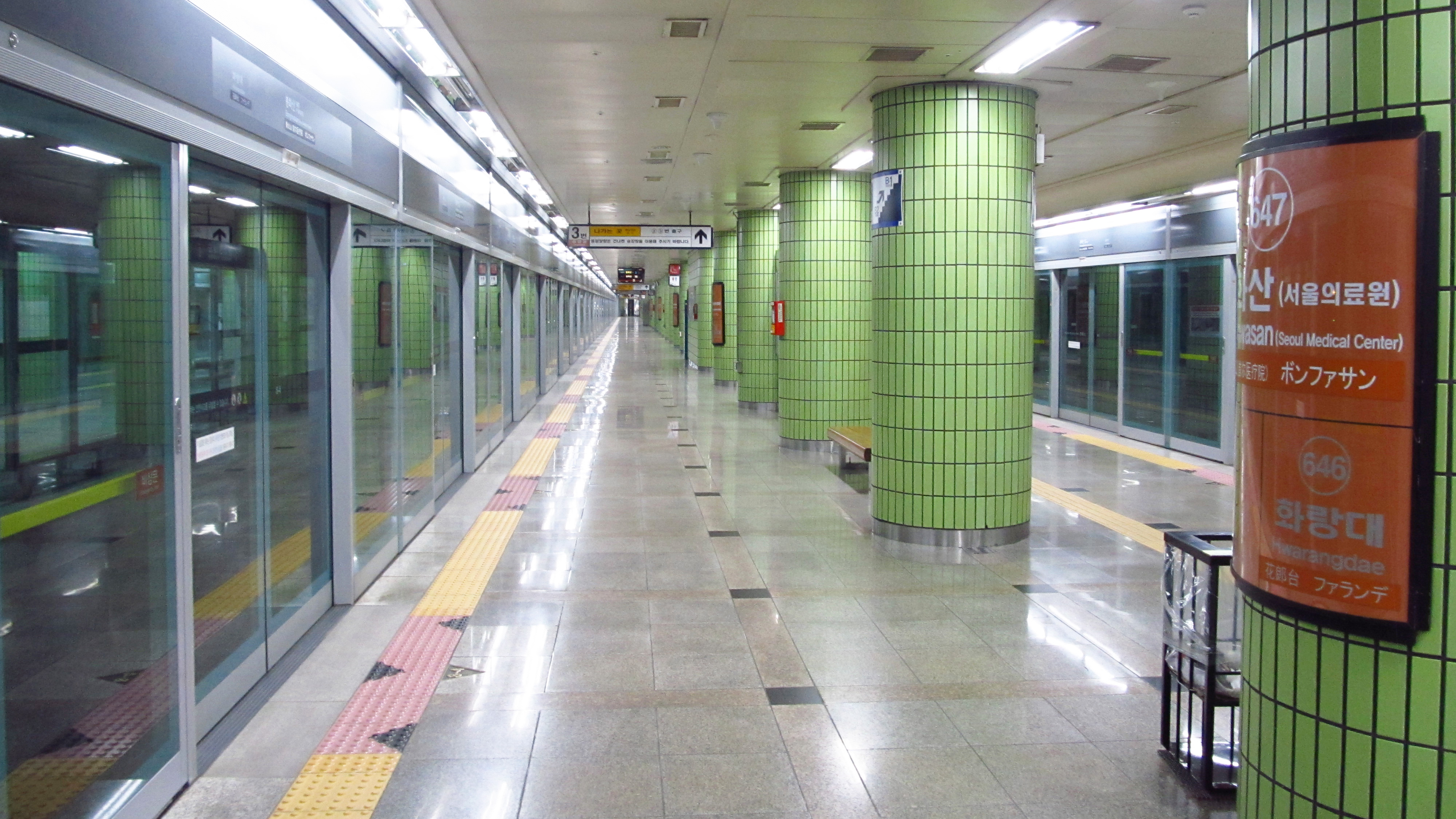
En 2018.